# Leonardo Sánchez
Leonardo Agustín Sánchez (La Plata, 2 agosto 1986) è un ex calciatore argentino, di ruolo difensore.

## Caratteristiche tecniche
È un difensore centrale.

## Carriera

### Club
Il 6 gennaio 2016 lo Zurigo annuncia il suo acquisto dall'Unión (SF), dopo che il giocatore ha firmato un contratto che lo lega al club svizzero fino al mese di giugno 2016, con opzione per un'ulteriore stagione.

## Palmarès

### Club

#### Competizioni nazionali
- Campionato argentino: 1

Estudiantes: 2007 (A)
- Coppa Svizzera: 1

Zurigo: 2015-2016